# Östersjöfestivalen (Stockholm)
Ej att sammanblanda med den lokala Östersjöfestivalen i Karlshamn utan samband med denna.
Östersjöfestivalen är en internationell musikfestival med bas i Berwaldhallen i Stockholm och grundad 2002.
Östersjöfestivalen leds och grundades 2002 av Berwaldhallens konserthuschef, Michael Tydén, dirigenten och kompositören Esa-Pekka Salonen och den ryske dirigenten Valerij Gergijev, tillika chef för Mariinskijteatern i St Petersburg. Festivalen drivs i samarbete med bland andra Sveriges Radio. Dess syfte är tredelat: Att erbjuda framföranden av klassisk och nutida musik av internationella upphovsmän, musiker och orkestrar för ett inre välbefinnande; en förbrödring och sunt altruistiskt ledarskap i länderna kring Östersjön för att fokusera på lösningar av Östersjöområdets stora ekologiska problem.
Konsertprogrammet och aktiviteterna har sin bas i Berwaldhallen varje år i augusti-september sedan första programmet 2003. Dessutom samverkar man med rederier  för att emellanåt per båt föra ut konserter och program till andra platser kring Östersjön. Den centrala uppgiften är att skapa fredlig samverkan, debatt och konkret arbete för en bättre gemensam framtid för Östersjöländernas region. Festivalen betraktas ofta som en av de viktigaste i norra Europa i sin genre.